# برهان انی
برهان انّی یا برهان «اینکه هست» (به فرانسوی: Démonstration du fait) (به انگلیسی: Demonstration not through the cause)برهانی است که از معلول پی به علّت می‌بریم. مثلاً از رنگ زرد و سرفه‌های خشک و تبی که قطع نمی‌شود و الخ حکم به مسلول بودن می‌شود. برهان أنّ تنها علّت اجتماع دو طرف نتیجه (اصغر و اکبر) را در ذهن و تصدیق بدان را بیان می‌کند، و خلاصه به وسیلهٔ آن انسان درمی‌یابد که چرا تصدیق بدان واجب است. امّا علّت اینکه چرا شیء فی‌نفسه چنین است بیان نمی‌شود.